# Récolte de fer

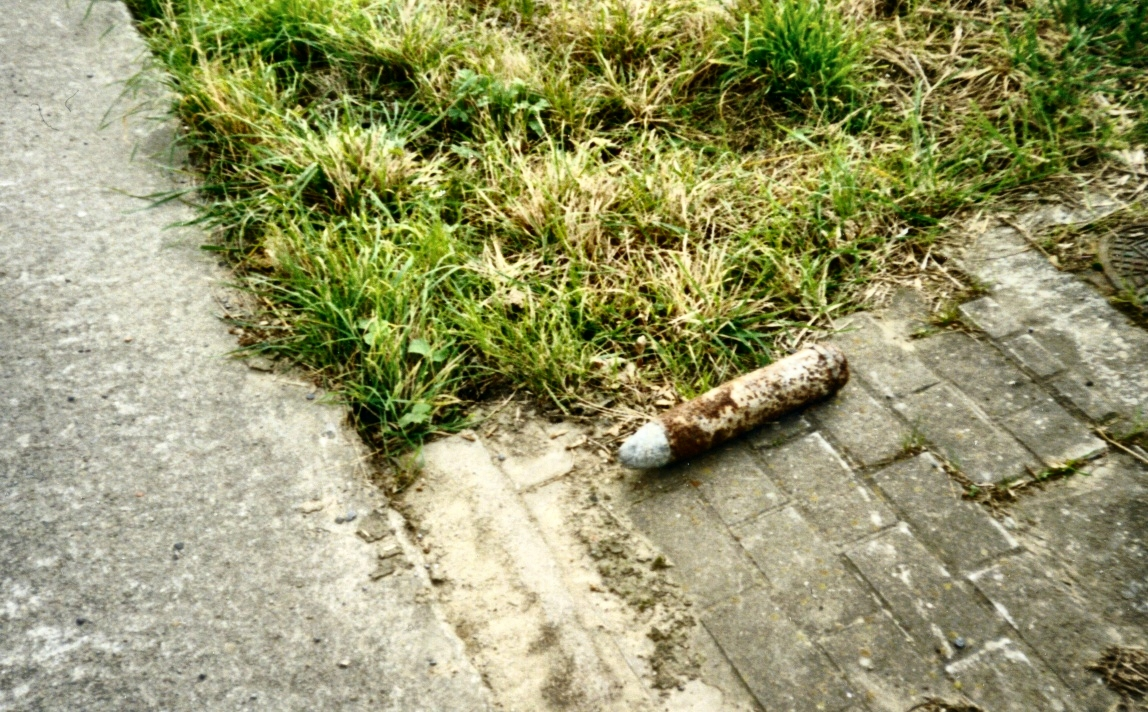
Petit obus allemand de la Première Guerre mondiale, laissé au bord d'un champ pour être éliminé, près d'Ypres, en Belgique.

La « récolte de fer » ou « moisson de fer » est la collecte annuelle de munitions non explosées, de barbelés, d'éclats d'obus, de balles et de supports de tranchées rassemblés par les agriculteurs belges et français lors du labourage. Il s'agit généralement de matériel massivement utilisé sur les fronts occidentaux de la Première et de la Seconde guerre mondiale, où il reste très abondant .

## Munitions non explosées

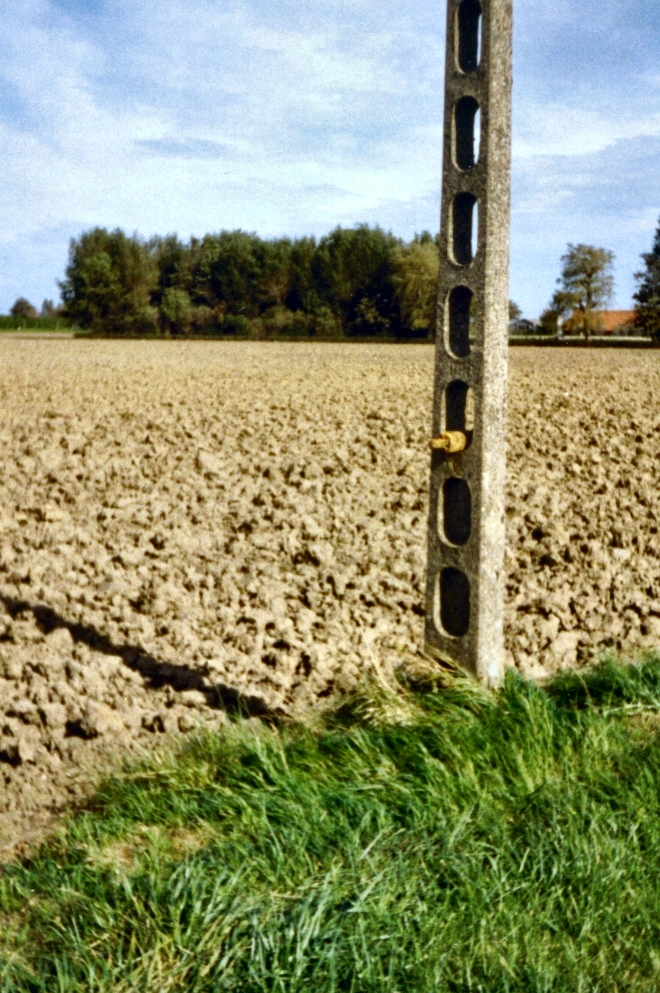
Une bombe de mortier Stokes datant de la Première Guerre mondiale, laissée dans un pylône électrique pour être éliminée en 2004 près d'Ypres en Belgique.

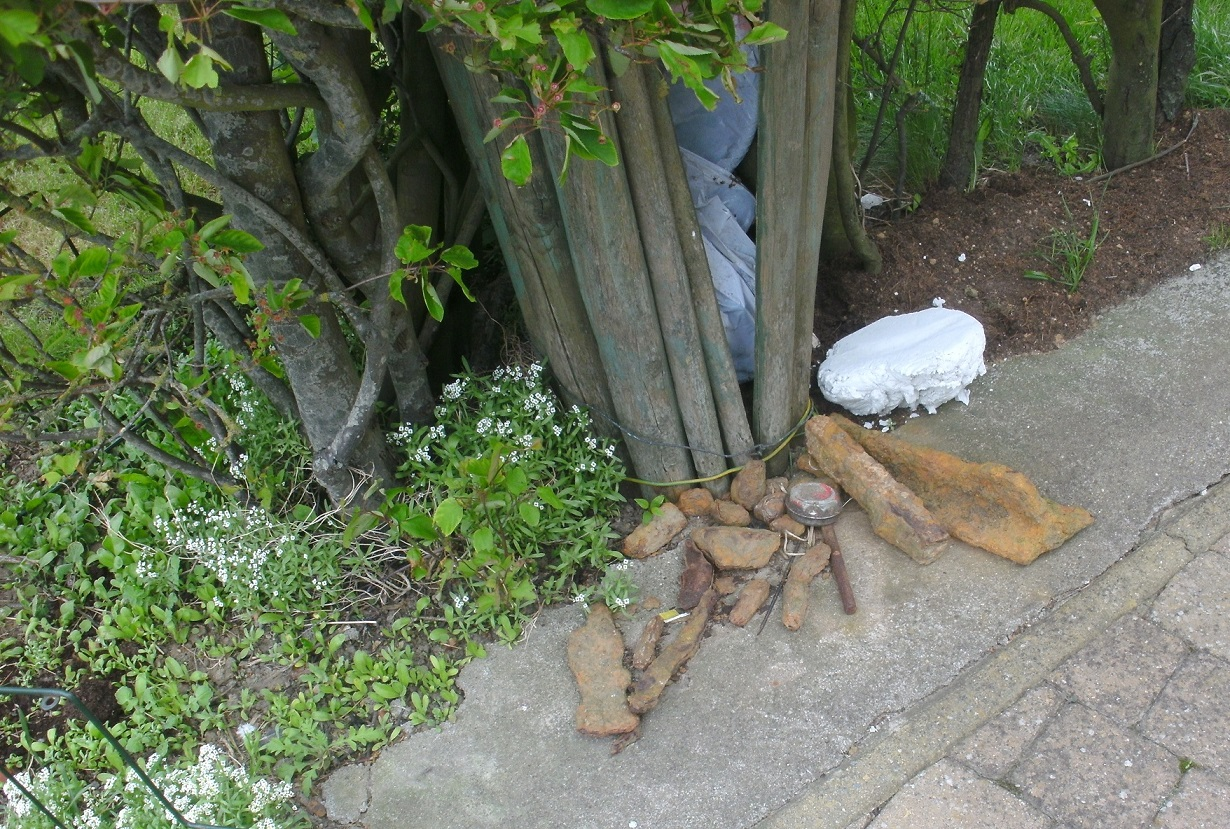
Des morceaux d'obus et d'autres artefacts du champ de bataille déposés à côté de la poubelle d’un agriculteur à Passendale, en Belgique.

Durant la Première Guerre mondiale, on estime qu'une tonne d'explosifs a été utilisée pour chaque mètre carré de territoire sur le front de l'Ouest, et que près d’un obus tiré sur quatre n’a pas explosé. Dans le saillant d'Ypres, on estime que 300 millions de projectiles que les forces britanniques et allemandes ont tirés pendant la Première Guerre mondiale n'ont pas explosés, et la plupart n'ayant pas été récupérés[réf. nécessaire]. Selon son site internet, DOVO, l'unité de déminage des forces armées belges, a désamorcé plus de 200 tonnes de munitions en 2019.
Les munitions non explosées – obus, balles et grenades – ont été enfouies dès l’impact ou ont rapidement disparues dans la boue. Au fil du temps, les travaux de construction, le labourage et les processus naturels ramènent les munitions à la surface. La majeure partie de la « récolte de fer » se fait lors des semis de printemps et des labours d'automne, les régions du nord de la France et de la Flandre étant d'importantes zones agricoles. Les agriculteurs collectent les munitions et les placent en lisière des champs ou à d’autres points de collecte pour les autorités.

## Dangers
Malgré leur âge, les munitions non explosées restent très dangereuses. Le Département du Déminage français récupère environ 900 tonnes de munitions non explosées chaque année. Depuis 1946, environ 630 démineurs français sont morts en manipulant des munitions non explosées. Deux personnes sont mortes en manipulant des munitions à l'extérieur de Vimy, en France, en 1998, et en 2014, deux ouvriers du bâtiment belges ont été tués lorsqu'ils ont rencontré un obus enfoui depuis un siècle. Plus de vingt membres de l'unité belge de neutralisation des explosifs et munitions (DOVO) sont morts en éliminant des munitions de la Première Guerre mondiale depuis la création de l'unité en 1919. Rien que dans la région d'Ypres, 260 personnes ont été tuées et 535 blessées par des munitions non explosées depuis la fin de la Première Guerre mondiale. Les obus contenant du gaz toxique restent fonctionnels et, en se corrodant, libèrent ce gaz. Près de cinq pour cent des obus tirés pendant la Première Guerre mondiale contenaient du gaz toxique, et les experts en neutralisation des munitions continuent de souffrir de brûlures résultant de l'ouverture d'obus au gaz moutarde.

## Élimination
En Belgique, les munitions et le fer de guerre récoltés par les agriculteurs sont soigneusement placés autour des bords des champs ou dans les alvéoles des poteaux télégraphiques, où ils sont régulièrement récupérés par l'armée belge pour être éliminés par explosion contrôlée dans un centre spécialisé à Poelkapelle. Le dépôt a été construit après l'arrêt du déversement de coquillages dans l'océan en 1980. Une fois extraits par l'armée, tous les produits chimiques gazeux sont brûlés et détruits à haute température dans des installations spécialisées et les explosifs sont mis à feu.